# 金冠穗鹛
金冠穗鹛（学名：Stachyris dennistouni），是画眉科穗鹛属的一种，为菲律宾的特有种。该物种的保护状况被评为近危。
金冠穗鹛的平均体重约为15.7克。栖息地为亚热带或热带的湿润低地林。